# Craig Newby
Pour les articles homonymes, voir Newby.
Pas d'image ? Cliquez ici

a Compétitions nationales et continentales officielles uniquement.

b Matchs officiels uniquement.
Dernière mise à jour le 29 juillet 2025.
Craig Newby, né le 27 juillet 1979 à Rotorua (Nouvelle-Zélande), est un joueur néo-zélandais de rugby à XV, jouant au poste de troisième ligne aile. Il a représenté les All-Blacks entre 2004 et 2006.

## Carrière

### En club
Craig Newby commence sa carrière professionnelle en 2000, avec la province de North Harbour en National Provincial Championship.
L'année suivante, il rejoint la franchise des Blues, où il doit compenser l'absence sur blessure de Justin Collins. Il joue sept matchs avec cette équipe.
En 2002, il est recruté par la franchise des Highlanders. L'année suivante, il dispute la fin de la saison du Championnat d'Angleterre avec les Newcastle Falcons, avant de retourner jouer pour les Highlanders en 2004. En 2005, il quitte North Harbour pour rejoindre Otago, et se voit nommé capitaine dès son premier match, pour une opposition face aux Lions britanniques.
En 2008, il quitte la Nouvelle-Zélande, et s'engage avec les Leicester Tigers en Premiership. Avec ce club, il remporte à deux reprises le Championnat d'Angleterre, et il est finaliste de Coupe d'Europe en 2009. Il met fin à sa carrière de joueur en septembre 2012, après une grave blessure au genou.

### En équipe nationale
Craig Newby joue avec la sélection néo-zélandaise à sept entre 1999 et 2002, remportant notamment les Jeux du Commonwealth de 2002,.
Il dispute son premier test match avec les All-Blacks le 19 juin 2004 contre l'équipe d'Angleterre,.
En 2005, il est sélectionné avec les Junior All Blacks (sélection espoir de Nouvelle-Zélande) afin de jouer deux rencontres contre l'équipe d'Australie A,.
Il obtient sa dernière sélection avec les All Blacks le 17 juin 2006 contre l'Irlande,. Il termine sa carrière internationale avec un total de trois sélections, ayant vu ses apparitions limitées par la présence de l'inamovible Richie McCaw à son poste lors des meilleures années de sa carrière,.

## Palmarès
- Vainqueur du Championnat d'Angleterre en 2009 et 2010 avec les Leicester Tigers.
- Finaliste du Championnat d'Angleterre en 2011 avec les Leicester Tigers.
- Finaliste de la Coupe d'Europe en 2009 avec les Leicester Tigers.